# ACS Applied Energy Materials
ACS Applied Energy Materials (nach ISO 4-Standard in Literaturzitaten mit 	ACS Appl. Energy Mater. abgekürzt) ist eine monatlich erscheinende Fachzeitschrift, die von der American Chemical Society herausgegeben wird. Die Erstausgabe erschien im Januar 2018. Die interdisziplinäre Fachzeitschrift veröffentlicht Artikel zur Originalforschung, die sich mit Aspekten von Materialien, Technik, Chemie, Physik und Biologie befassen, die für nachhaltige Anwendungen in der Energieumwandlung und -speicherung relevant sind.
Aktueller Chefredakteur ist Professor Kirk S. Schanze von der University of Texas at San Antonio (Texas, Vereinigte Staaten).